# Randy Forbes
James Randy Forbes (ur. 17 lutego 1952 w Chesapeake) – amerykański polityk, członek Partii Republikańskiej i kongresman ze stanu Wirginia (2001-2017).